# Charles Reid Barnes
Charles Reid Barnes (Madison, Indiana; 7 de septiembre de 1858 - Chicago, Illinois; 24 de febrero de 1910) fue un botánico estadounidense.

## Biografía
Durante sus estudios en el Hanover College, sigue los cursos de Ciencias naturales de John M. Coulter (1851-1928). En 177 va a la Universidad Harvard donde entabla amistad con A.Gray (1810-1888). Enseñará varios años en Escuelas públicas antes de ser profesor de Botánica en la Universidad Purdue (1882). Sigue su carrera docente en la Universidad de Wisconsin (1887) para ir a la Universidad de Chicago en 1898 donde enseña Fisiología vegetal. Allí en Chicago estudia la morfología de las briófitas y publica con William Jesse Goad Land (1865-1942), «The Origin of Air Chambers» (1906) y «The Origin of the Cupule of Marchantia» (1908).
Barnes fue miembro de diversas sociedades científicas como la American Association for the Advancement of Science (miembro en 1884, y ocupará diversas funciones), y participa en la fundación de la Botanical Society of America, siendo su presidente en 1903.
Desde 1883, fue coeditor de la Revista Botanical Gazette y contribuye grandemente al desarrollo de esta publicación. En 1886, con el espíritu del Lehrbuch de J. von Sachs (1832-1897), con John M. Coulter (1851-1928) y Joseph C. Arthur (1850-1942), publican un manual titulado Handbook of plant dissection. Ese libro va a jogar un gran rol en la difusión de las técnicas de laboratorio, Barnes fue por otra parte uno de los especialistas que participan en el auge de los trabajos de laboratorio en estudios universitarios catedráticos. En 1898, prepara un manual para la secundaria, Plant Life Considered with Special Reference to Form and Function, que contribuye a la difusión de la Fisiología y de la Ecología. Una reedición aumentada aparece en 1900, titulada Outlines of Plant Life With Special Reference to Form and Function. Esas obras, son del mismo tenor, que las de Charles E. Bessey (1845-1915), contribuyeron a transformar la enseñanza de la Botánica: la herborización y la clasificación son abandonados en provecho del estudio de la Anatomía y de la Morfología.
Publica muchas obras sobre la Taxonomía vegetal: Analytic Key to the Genera of Mosses (1886), Revision of the North American Species of Fissidens (1887), Artificial Keys to the Genera and Species of North American Mosses (1890), esta última será objeto de una reedición enriquecida con Frederick De Forest Heald (1872-1954) (1897). Con Frederick William True (1858-1914), prepara una revisión del género Dicranum.
Barnes murió en Chicago, el 24 de febrero de 1910, tras sufrir una caída accidental en la calle, al resbalar en una placa de hielo.

## Otras obras
- On the food of green plants. En: Botanical Gazette 18, 1893 : 403–411

- Photosyntax vs photosynthesis. En: Botanical papers at Buffalo. Botanical gazette 22, 1896 : 248

- So-called ‘Assimilation’. En: Botanisches Centralblatt 76, 1898 : 257–259